# NanoArt

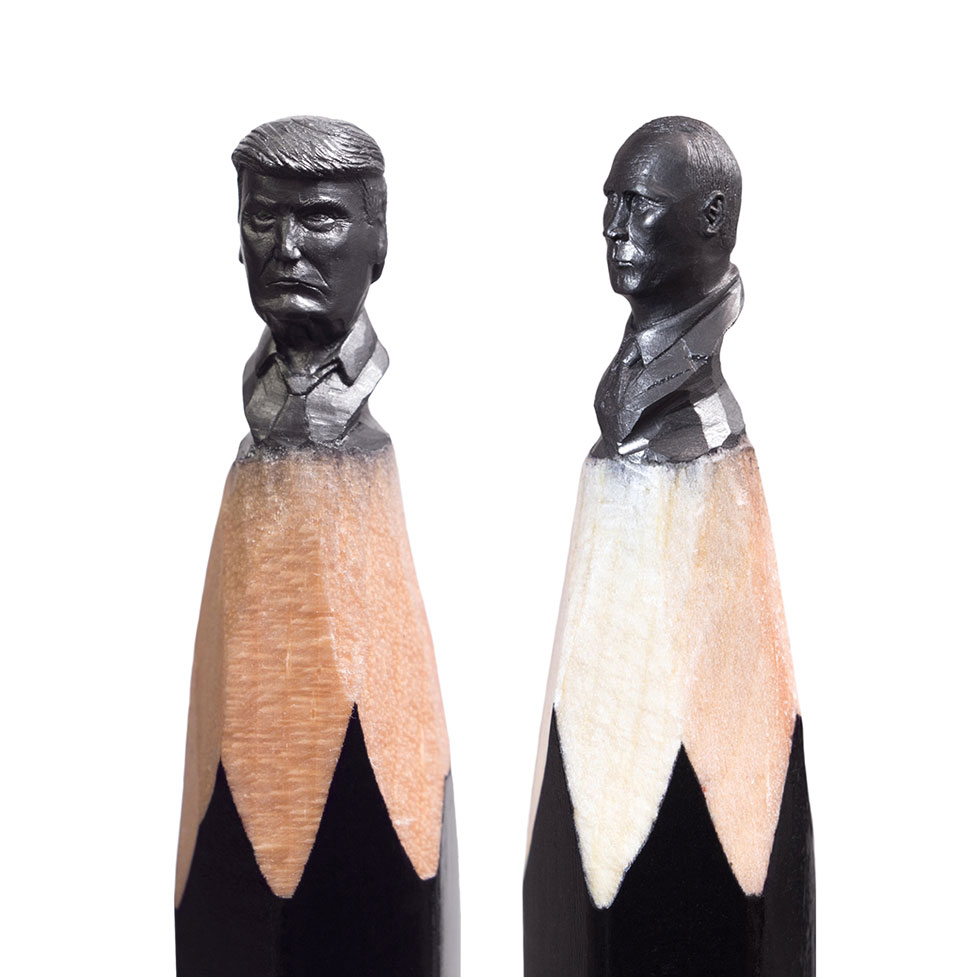
Трамп и Путин на острие карандашных стержней

Nano Art (от лат. nano — «миллиардная часть метра», с англ. art — «искусство») — это визуальный вид искусства — создание скульптур микро- и наноразмеров под действием химических или физических процессов обработки материалов, фотографированием полученных нано образов с помощью электронного микроскопа и обработкой чёрно-белых фотографий в графическом редакторе (например, Adobe Photoshop).

## История создания
Создатель Nano Art — Крис Орфеску, румынский учёный и художник, живущий в США. Крис всегда испытывал интерес к нанотехнологии как к самой современной науке. Почти 30 лет назад во время работы он был так поражен структурой и хитросплетениями вещества в крошечной частичке, что решил плотнее исследовать тонкости взаимодействия искусства, науки и техники. В результате его работ возникло искусство нового вида — Nano Art.
Важным объектом этого направления стало изображение вещества. Благодаря развитию нанотехнологий человек может заглянуть в глубинный слой веществ, ставший предметом творческого вдохновения для многих художников. Их творения — необычайно удивительные по красоте и необычности молекулярные и атомные пейзажи («вид естественных структур веществ»), а также нано-скульптуры («результат манипуляций с материей на молекулярном и атомном уровнях с применением физических и химических процессов»). Такие работы можно наблюдать как на выставках нанотехнологий, так и в музеях современного изобразительного искусства.

## Терминология и особенности стиля
Nano Art — это визуальный вид искусства, в котором можно выделить нано-скульптуры и нанопейзажи.
Nano Art — это 3D искусство, которое передаёт атмосферу картины через цвет и объём — главные средства выразительности Nano Art’а.
Нельзя ставить знак равенства между искусством фотографии и Nano Art’ом. Фотографические снимки созданы фотонами, а изображение Nano Art — электронами, которые приникают в глубинные структуры материала. Картины Nano Art настолько яркие, что напоминают творчество художников-абстракционистов, тем не менее их невозможно отнести к абстрактному искусству, поскольку основным критерием абстракционизма было отречение и отказ от изображения реального мира, реальных вещей и событий, а Nano Art представляет собой цифровые изображения истинных вещей. В Nano Art’е можно увидеть широкую палитру стилей. Вернее, псевдостилей, какими мы их привыкли видеть в живописи: реализм, символизм и абстракционизм.

## Техника стиля
Процесс создания произведения Nano Art можно представить следующим образом: художники создают скульптуры (композиций) микро- и нано-размеров под действием химических или физических процессов обработки материалов, фотографированием полученных мини-образов с помощью электронного микроскопа и обработкой чёрно-белых фотографий в графическом редакторе. Используя растровый электронный микроскоп делают отпечатки срезов твёрдых тел; чёрно-белые изображения обрабатывают на компьютере; добавляют цвет к сложной структуре материала. 
Особой глубины и трёхмерности изображения можно добиться, используя технику Digital Faux — специальные фильтры и эффект полупрозрачных слоёв. Завершающий этап процесса создания изображения — печать. Для неё используют холст или мелованную бумагу с высоким глянцем. После этого работы можно демонстрировать аудитории. 
Благодаря развитию нанотехнологий стало возможно проникнуть в глубинный мир материи, сделавшийся предметом творческого вдохновения для многих подкованных в научном плане художников. Образы Nano Art’а очень наглядны и ярки. Можно говорить о том, что Nano Art отличает система художественно-образных задач — художественные образы не оставят людей равнодушными своей неповторимой красотой и необычностью.
У Криса Орфеску появились последователи, среди которых наиболее известные — Алессандро Скали, Рената Спьяцци, Тереза Майерус, Хитачи. В России в этом направлении работает московский учёный и художник Алексей Державин.

## Некоторые произведения

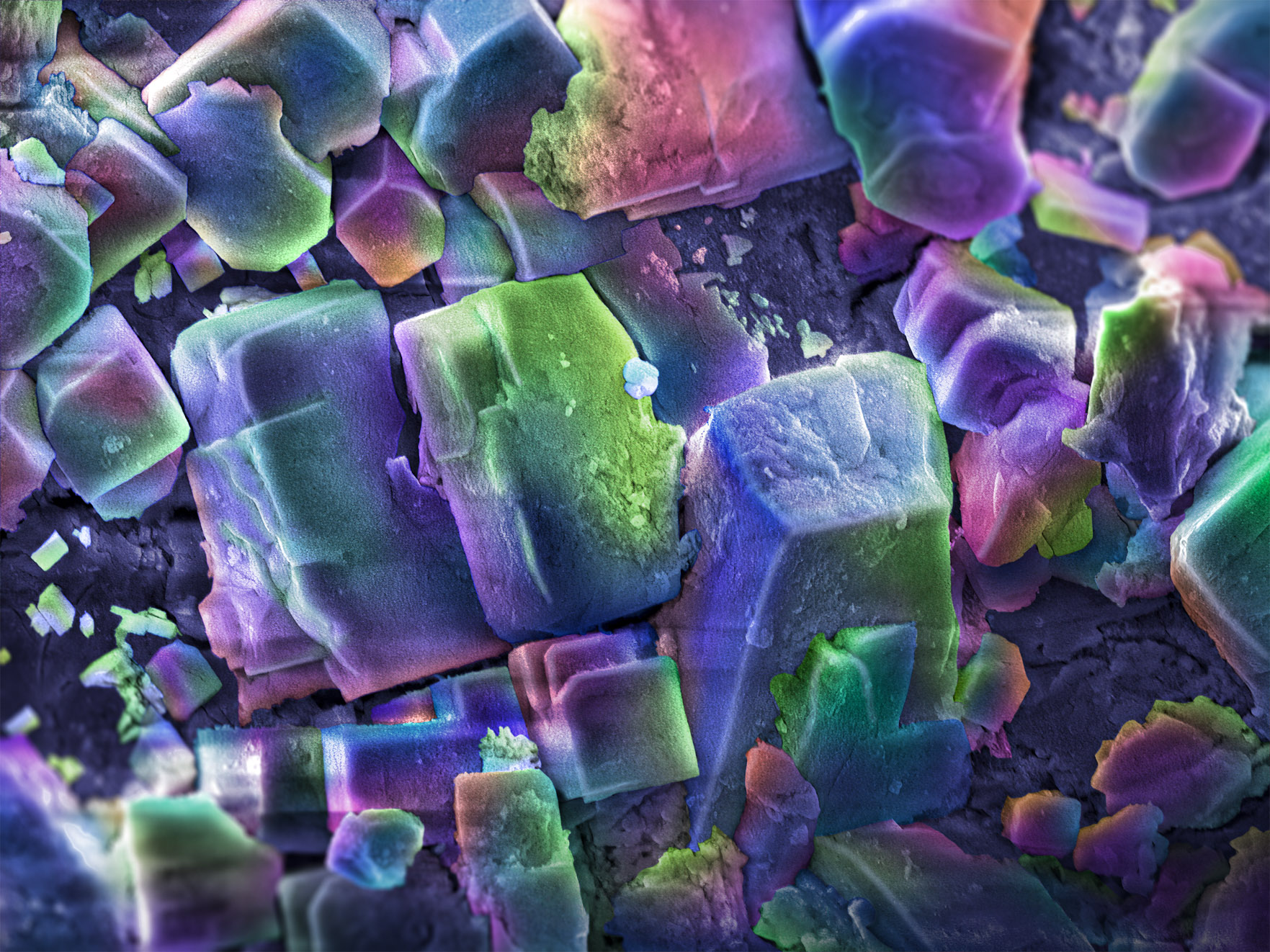
Флюоресценция
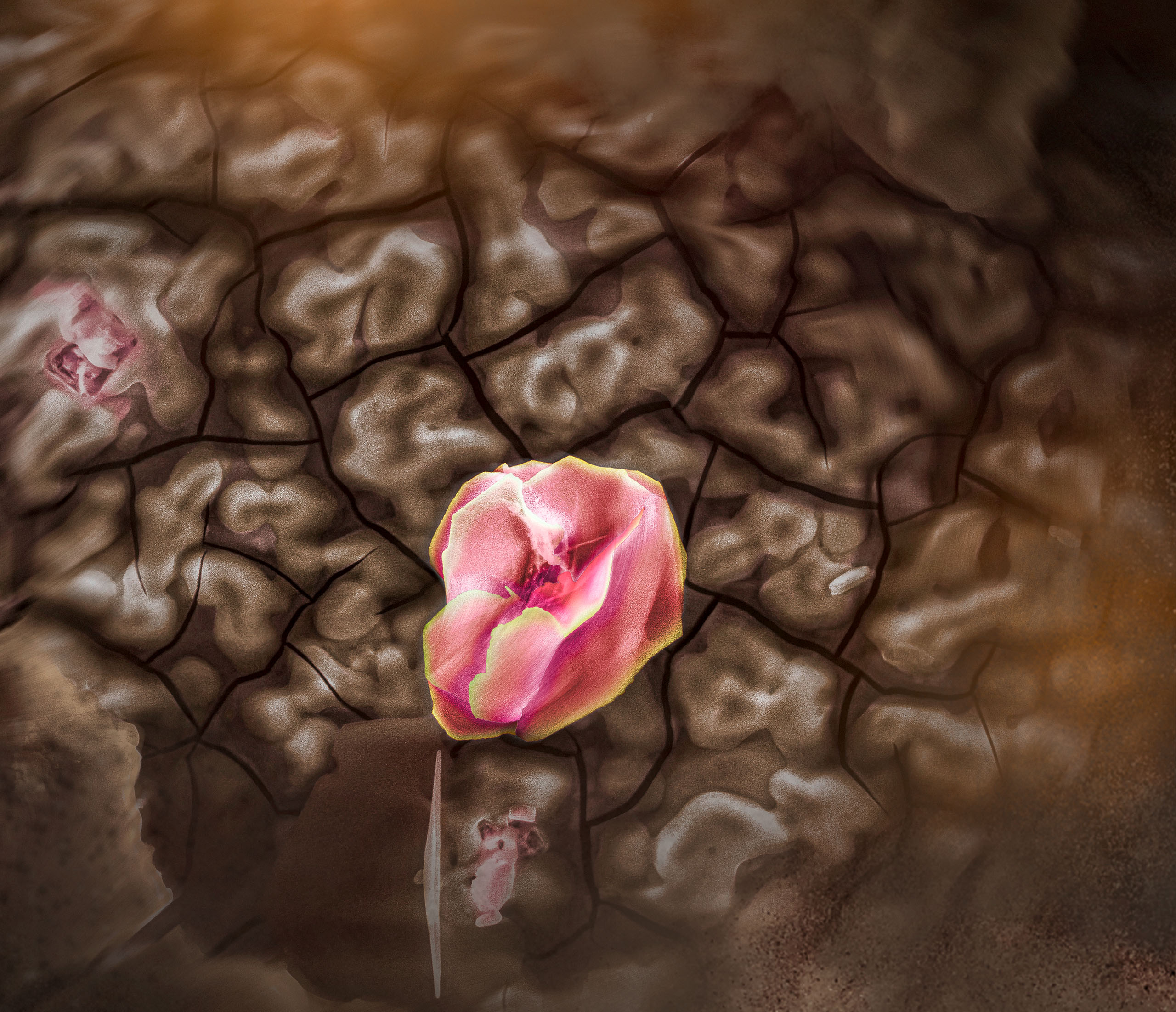
Пустынная Роза
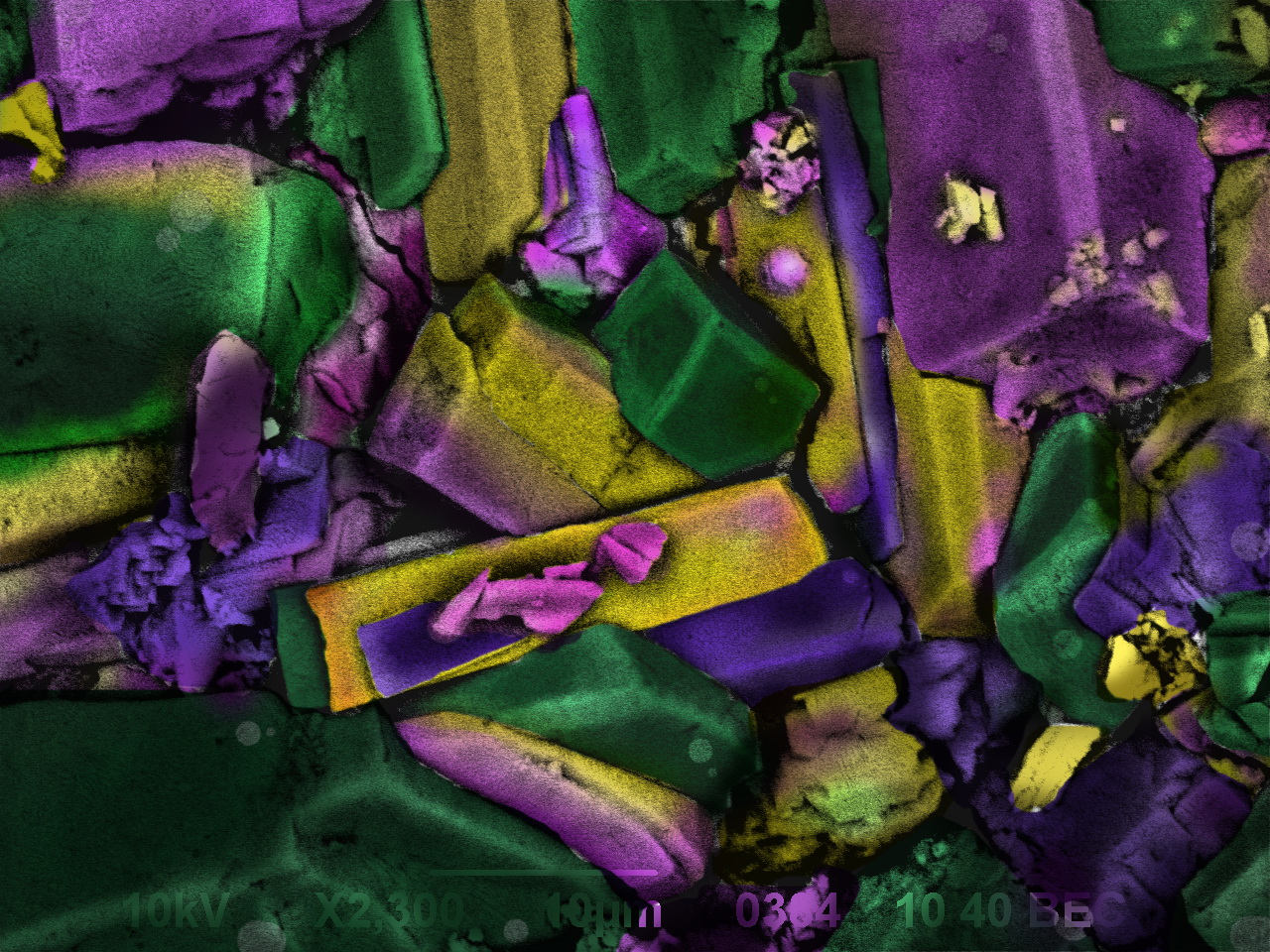
Нанокалейдоскоп